# Ciao uomo/Roma capoccia
Ciao uomo/Roma capoccia è il primo singolo di Antonello Venditti pubblicato in Italia nel 1972.

## Descrizione
Venne pubblicato dalla It e ristampato nel 1974 dalla RCA Italiana (TPBO 1024) con la stessa copertina (ma con un nuovo logo). 
Entrambi i brani sono tratti dall'album Theorius Campus, esordio di Venditti e di Francesco De Gregori. Il brano Ciao uomo, scritta da Venditti per il testo e dallo stesso Venditti con Edmondo Giuliani per la musica, racconta la storia di un viaggio nello spazio; partecipò alla Mostra Internazionale di Musica Leggera di Venezia.
Il brano Roma capoccia venne composto da Venditti all'età di 15 anni e qualche anno dopo lo aveva presentato a un provino al Folkstudio insieme ai brani Sora Rosa e Viva Mao. Anche se pubblicato come lato B, la canzone ebbe tanto successo che qualche anno più tardi l'LP fu ristampato proprio con questo titolo. Fu poi reincisa dal gruppo vocale Schola Cantorum nell'album Coromagia del  1975 e da Claudio Villa nell'album Svejacore, sempre del 1975.

## Tracce
Lato A
1. Ciao uomo (testo: Antonello Venditti – musica: Edmondo Giuliani e Antonello Venditti; edizioni musicali It-RCA)

Lato B
1. Roma capoccia (Antonello Venditti; edizioni musicali It-RCA)

## Formazione
- Antonello Venditti - voce, pianoforte
- Mick Brill - basso
- Francesco De Gregori - chitarra
- Giorgio Lo Cascio - chitarra 12 corde
- Douglas Meakin - chitarra acustica
- Dave Sumner - chitarra elettrica
- Derek Wilson - batteria
- Maurizio Giammarco - flauto